# Daniel Viglietti

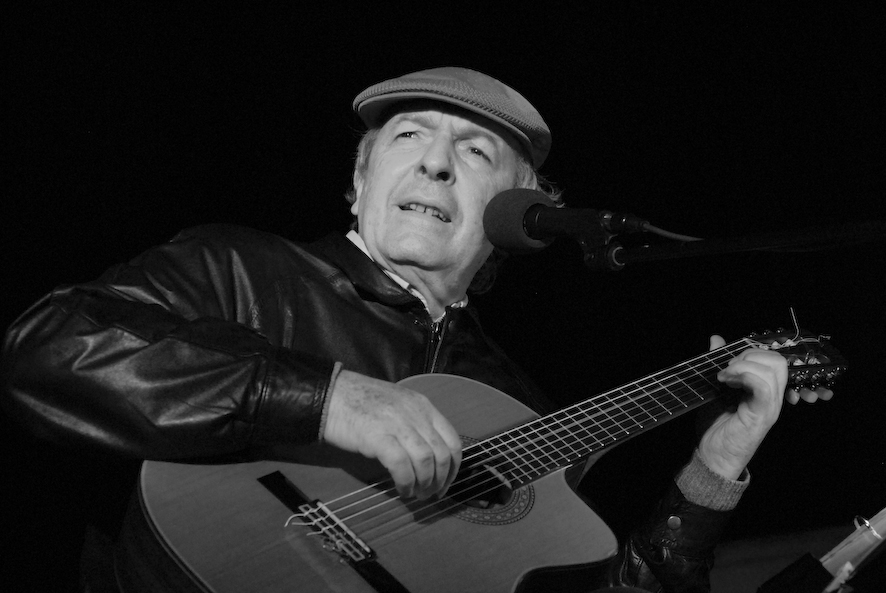
Em 2007

Daniel Viglietti Alberto Indart ( Montevidéu, 24 de julho de 1939  - Montevidéu, 30 de outubro de 2017) foi um cantor, compositor e violonista, um dos maiores exponentes do canto popular do Uruguai.

## Biografia

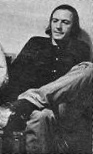
Daniel Viglietti

Nasceu em 24 de julho de 1939, em uma família de músicos - sua mãe pianista Lyda Indart e seu pai guitarrista Cedar Viglietti. Ainda criança entrou em contato com a música erudita e nos estudos do canto popular, através do violão, com os professores Atilio Rapat e Abel Carlevaro. Adquire assim uma sólida formação como concertista para logo se dedicar, já nos anos 1960, principalmente à música popular.
Durante esta década desenvolve uma intensa atividade como autor-compositor, cantor, docente e locutor de rádio, que se inscreve em uma crescente mobilização popular no Uruguay. Participa no semanário "Marcha", produzindo e dirigindo o Núcleo de Educação Musical (Nemus). Sua primeira obra discográfica é "Impresiones para canto y guitarra y canciones folclóricas" de 1963, ao que se seguirão cinco produções, porém até 1973.
Seu primeiro disco, incluiu duas canções de Atahualpa Yupanqui: "Tú que puedes, vuélvete" e "La Tucumanita" e um poema do cubano Nicolás Guillén: "No sé por qué piensas tú", musicado pelo argentino Horácio Guarany. A canção de maior sucesso desse disco foi: "Canción para mi América".
Em 1967, participo do 1º Encontro Internacional da Canção de Protesto, em Havana, juntamente com outros uruguaios como os integrantes de "Los Olimareños" e Alfredo Zitarrosa.
Em 1968, lançou seu terceiro disco: "Canciones para el hombre nuevo", gravado em Cuba, fortemente influenciado pelo conceito de "Novo Homem", na visão proposta por Che Guevara, no artigo: "O socialismo e o homem em Cuba", de 1965, que incluiu canções como: "Duerme Negrito"; "Al Desalambrar", que seria seu maior sucesso; "Cruz de Luz", que era uma homenagem a Camilo Torres, um padre guerrilheiro colombiano, e "Milonga de Andar Lejos".
Ema 1972, Daniel foi preso, antes do golpe militar de 1973, depois foi libertado e se exilou na Argentina, após uma campanha internacional por sua liberdade apoiada por pessoas como Jean Paul Sartre, François Miterrand, Júlio Cortázar e Oscar Niemeyer.
Em 1973, gravou o disco "Tropicos", com versões em espanhol de músicas de Chico Buarque, como: "Acalanto", "Construção" e "Deus lhe Pague"; e de Edu Lobo, como: "Eu Vivo Num Tempo de Guerra" e "Upa Neguinho".
Depois passou 11 exilado na França, antes de, em 1984, retornar ao Uruguai. No exílio, fez uma série de composições com o escritor e letrista uruguaio Mário Benedetti, que também se encontrava exilado, que forram registradas no disco: "A dos voces", de 1985. 
Sua obra teve um caráter radical de forte conteúdo social e de esquerda, com letras associadas às lutas populares no Uruguai e na América Latina.
Durante o exílio compôs canções que publicaria em seu regresso, em um disco gravado ao vivo, "No por casualidad" titulado "Trabajo de Hormiga". Não obstante, continua um intenso trabalho jornalístico e radiofônico, e sobretudo recorre pelo mundo em viagens musicais solidárias, levando seu canto e denunciando a ditadura no Uruguai e vários países da América Latina.
Seu exílio terminou com o seu regresso a Montevideo no dia 1º de setembro de 1984, onde foi recebido por milhares de pessoas em em recital que recorda como título "El más emocionante en 40 años de carrera". Desde então edita e reedita numerosos trabalhos entre que se destacam, em particular, o titulado "A dos voces con Mario Benedetti" de 1985, reflexo discográfico de numerosos recitais realizados junto ao grande poeta uruguaio durante o exílio compartido por ambos.
Durante muitos anos, foi impossível encontrar seus discos antes da ditadura, devido à compra do selo Orfeo por multinacionais da música com outros interesses e contratos leoninos que o ligavam a este selo. Recentemente em 1999, depois de um enorme processo judicial, Viglietti consegue recuperar seus direitos. Remasterizados por ele mesmo, seus discos dos anos 60 e 70 são reeditados em formato CD pelo selo Ayuí - Tacuabé.

## Sua Obra
Sua obra musical se caracteriza por uma particular mistura entre elementos da música erudita e do folclore uruguaio, assim como latino-americano. Desde "Hombres de nuestra tierra", seu segundo disco e por duas vozes com Juan Capagorry, inicia um trabalho compartilhado com escritores, musicalizando logo poemas de Líber Falco, César Vallejo, Circe Maia, os espanhóis Rafael Alberti e Federico García Lorca, o cubano Nicolás Guillén entre outros.
Entre suas composições mais conhecidas estão "A desalambrar", "Canción para mi América", "Milonga de andar lejos" e "Gurisito". Sua obra tem projeção mundial, sendo interpretada por cantadores de várias nacionalidades, como Víctor Jara, Amparo Ochoa, Isabel Parra, Joan Manuel Serrat, Mercedes Sosa, Chavela Vargas e Soledad Bravo entre muitos outros.

## Discografia

### Long Plays
- Canciones folklóricas y 6 impresiones para canto y guitarra (Antar PLP 5024. 1963)
- Hombres de nuestra tierra (junto al narrador Juan Capagorry. Antar PLP 5045. 1964)
- Canciones para el hombre nuevo (Orfeo. 1968)
- Canto libre (Orfeo ULP 90.537. 1970)
- Canciones chuecas (Orfeo ULP 90.558. 1971)
- Trópicos (Orfeo. 1973)
- En vivo (Le Chant du Monde. 1978)
- Trabajo de hormiga (Music Hall. 1984)
- Por ellos canto (Orfeo. 1984)
- A dos voces (junto a Mario Benedetti. Orfeo. 1985)
- A dos voces (junto a Mario Benedetti. Orfeo. 1987)
- Esdrújulo (Orfeo, 1993)
- A dos voces volúmenes 1 y 2 (junto a Mario Benedetti. Orfeo CDO 047-2. 1994)
- Devenir (Ayuí / Tacuabé, 2004)

Simples
- Nuestra bandera / Esta canción nombra (Orfeo)

Reedições e recompilações
- A desalambrar (EMI 16584. 1970)
- Canciones con fundamento (Diapason DP-99330)
- Seis impresiones para canto y guitarra (Ayuí / Tacuabé am26cd)
- Hombres de nuestra tierra (con Juan Capagorry. Ayuí / Tacuabé am28cd)
- Canto libre (Ayuí / Tacuabé am34cd)
- Canciones para el hombre nuevo (Ayuí / Tacuabé am35cd)
- Canciones chuecas (Ayuí / Tacuabé ae212cd. 1999)
- Trópicos (Ayuí / Tacuabé ae226cd)
- A dos voces (con Mario Benedetti. Ayuí / Tacuabé ae238cd)
- Esdrújulo (Ayuí / Tacuabé ae312cd)
- Trabajo de hormiga (Ayuí / Tacuabé ae334cd. 2008)